# Actinophlebia megapolitana
Actinophlebia megapolitana là một loài côn trùng trong họ Brongniartiellidae thuộc bộ Neuroptera. Loài này được Geinitz miêu tả năm 1887.